# John McIntyre
John McIntyre é um cartunista, diretor e roteirista estadunidense. Tornou-se conhecido por dirigir inúmeras produções animadas da Cartoon Network, tais como Dexter's Laboratory, The Powerpuff Girls e My Gym Partner's a Monkey.

## Filmografia
- Rocko's Modern Life (1993)
- The Cartoon Cartoon Show (1995)
- Dexter's Laboratory (1995)
- Cow and Chicken (1997)
- Johnny Bravo (1997)
- The Powerpuff Girls (1998)
- The Fairly Oddparents (2001)
- The Grim Adventures of Billy & Mandy (2003)
- Evil Con Carne (2003)
- Family Guy Presents Stewie Griffin: The Untold Story (2005)
- Brandy and Mr. Whiskers (2005)
- My Gym Partner's a Monkey (2007)
- The Marvelous Misadventures of Flapjack (2008)
- T.U.F.F. Puppy (2010)